# Les Bains de Bade
Les Bains de Bade est un roman de René Boylesve, publié en 1896 par la Bibliothèque artistique et littéraire.

## L'œuvre
L'idée du roman est venue à Boylesve à la lecture de deux lettres de Poggio Bracciolini, l'une racontant la vie aux bains de Bade (connue par un collaborateur de la revue L'Ermitage) et l'autre faisant état du supplice de Jérôme de Prague lors du concile de Constance.
Il est réédité en 1921 par les Éditions Georges Crès et illustré par George Barbier.

## Éditions
- Les Bains de Bade, Bibliothèque artistique et littéraire, 1896, 131 p. (édition originale).
- Les Bains de Bade  (ill. George Barbier), Georges Crès, 1921, XV et 147 p..
- Les Bains de Bade, Ferenczi & fils, 1930, 220 p..
- Les Bains de Bade  (ill. Paul-Émile Bécat), Éditions du Baniyan, 1958, 205 p..
- Les Bains de Bade  (ill. George Barbier), Hachette livres - BNF, 2022 (1re éd. 1921), 204 p. (ISBN 978-2-3298-1783-5).